# Benjamin (osebno ime)
Benjamin je moško osebno ime.

## Izvor imena
Benjamin je svetopisemsko ime. Izhaja prek latinskega in grškega Βενιαμιν (Beniamin) iz hebrejskega imena Benjamin/Binjamin v pomenu »sin desnice, jug; sin sreče, ljubljeni sin«. Sestavina ben pomeni »sin«, jamin pa »desnica, jug«.

## Različice imena
- moške različice imena: Ben, Beni, Benko, Beno
- ženska različica imena: Benjamina, Benka

## Tujejezikovne različice imena
- pri Čehih: Benjamin
- pri Italijanih: Beniamino
- pri Poljakih: Beniamin
- pri Rusih: Вениамин (Veniamin)
- pri Švedih: Benjamin

## Pogostost imena
Po podatkih Statističnega urada Republike Slovenije je bilo na dan 31. decembra 2007 v Sloveniji število moških oseb z imenom Benjamin: 2.095. Med vsemi moškimi imeni pa je ime Benjamin po pogostosti uporabe uvrščeno na 105. mesto.

## Osebni praznik
V koledarju je ime Benjamin zapisano 31. marca (Benjamin, perzijski mučenec, † 31. mar. v 5.stoletju).

## Zanimivost
Po stari zavezi je bil Benjamin najmlajši med dvanajstimi sinovi očaka Jakoba in Rahele. Mati ga je pred smrtjo ob porodu imenovala Benoni »sin moje bolečine«, oče pa ga je preimenoval v Benjamin. Benjamin je praoče judovske veje, iz katere sta izšela slavni judovski kralj Savel in apostol Pavel.

## Znane osebe
- Benjamin Franklin, ameriški izumitelj
- Benjamin Raich, avstrijski smučar
- Benka Pulko, slovenska popotnica in pisateljica